# Алея «Солідарності»
Алея «Солідарності» (пол. Aleja "Solidarności") — одна з центральних транспортних артерій Варшави, що з'єднує правий і лівий берег Вісли.
У міжвоєнний період на місці алеї був ряд вулиць, забудова яких сильно постраждала внаслідок Варшавського повстання. Нова польська влада перепланувала та поєднала їх після закінчення Другої світової, пробивши тунель під Замковою площею. В той період алея мала назву вулиця Свірчевського. Названа на честь руху «Солідарність» в 1991 році.
Частина вулиці на правому березі мала назву Олександрівська на честь російського царя Олександра ІІ, але після здобуття незалежності назва була змінена на Зиґмунтовську, що протрималася до 1954 року.
На всій своїй довжині має щонайменше 2 смуги руху, окрім відрізку на мості. Практично вздовж усієї алеї, посередині, прокладена трамвайна колія.

## Об'єкти
- Вокзал Варшава-Вілєнська
- Королівський замок
- Митрополичий собор святої рівноапостольної Марії Магдалини
- Станція метро Ратуш Арсенал
- Пляц Банкови

## Галерея

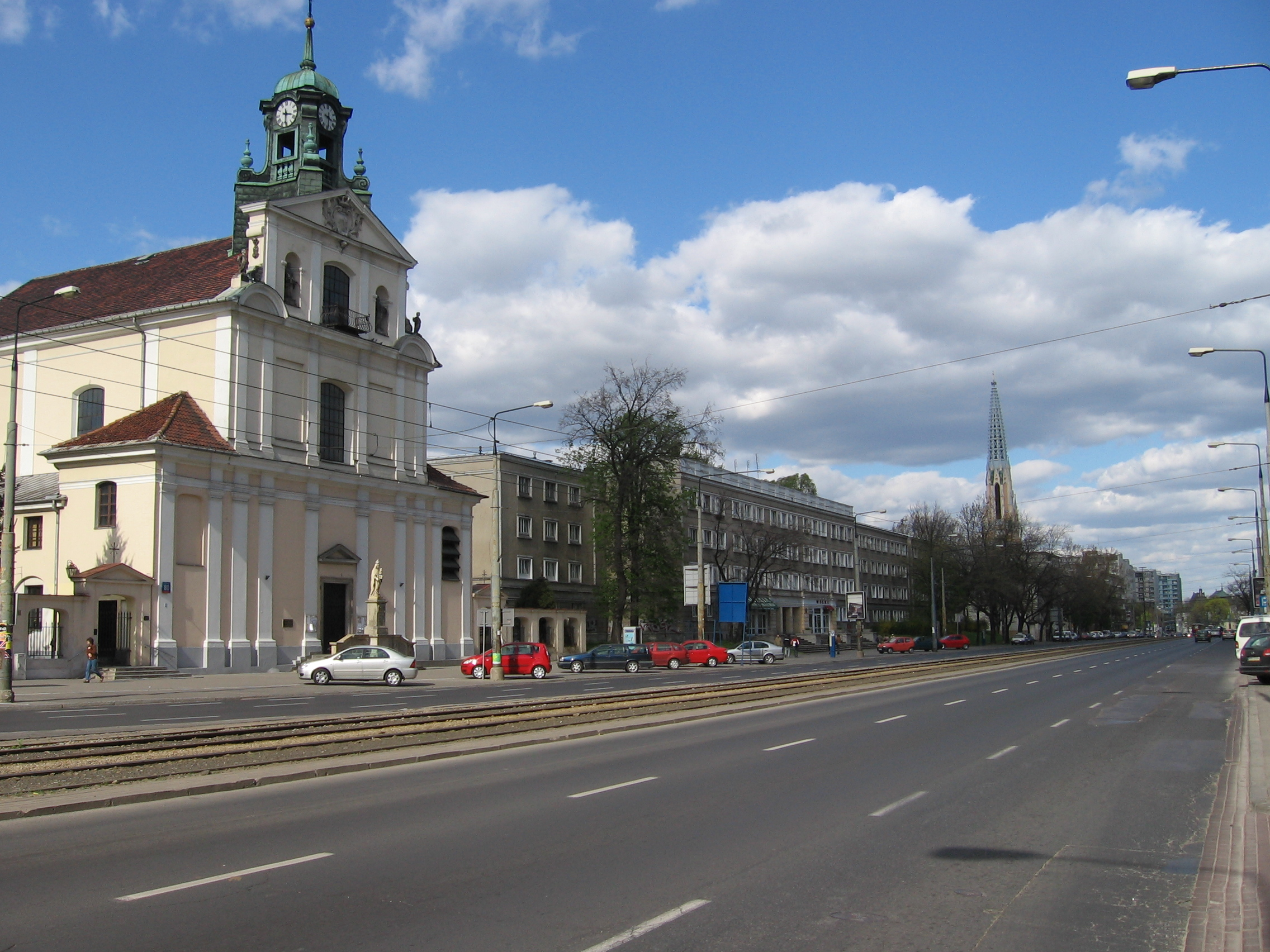
Вид на алею
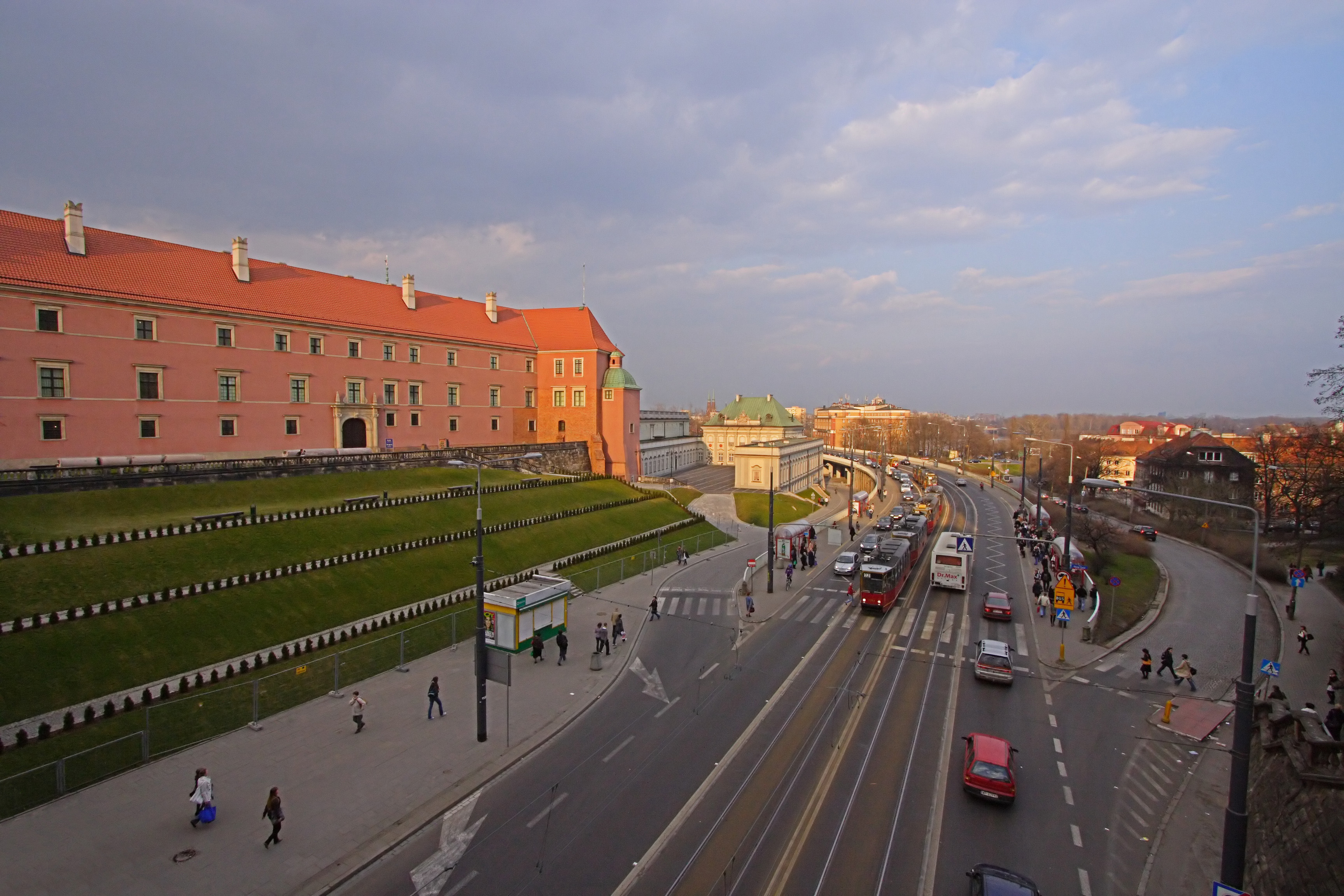
Міст і правий берег
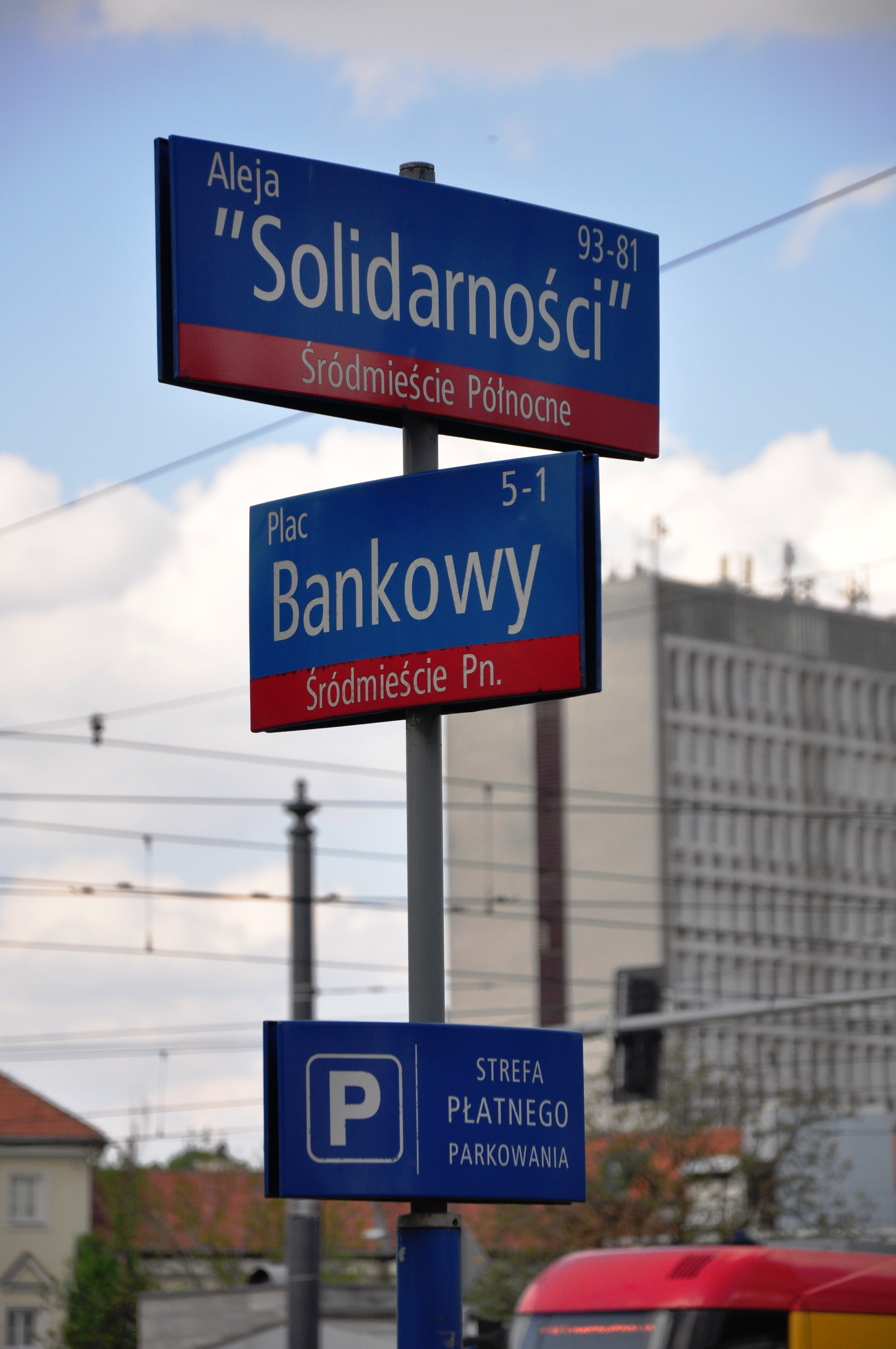
Дороговказ на перехресті алеї з Банковою площею
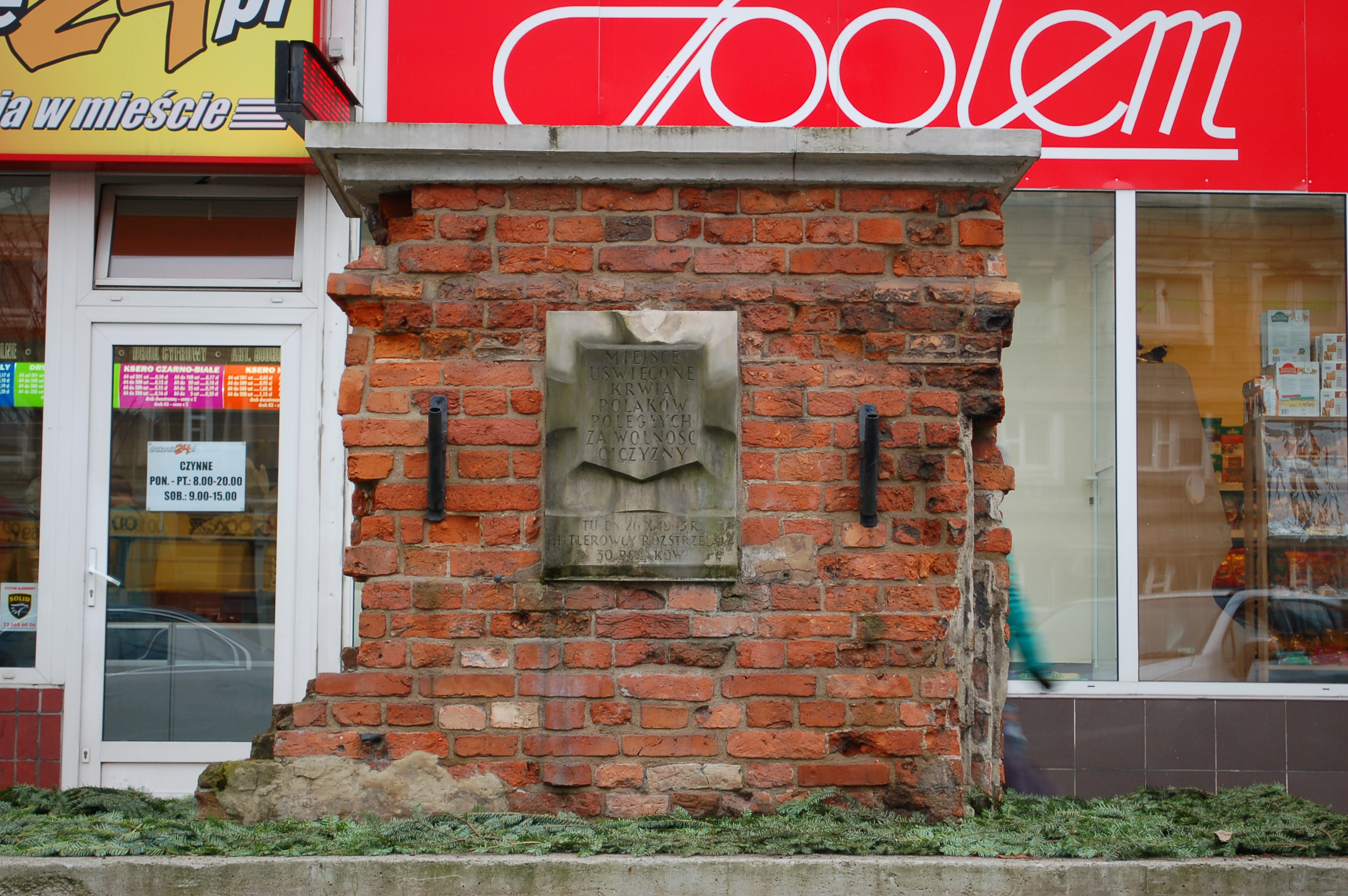
Залишки довоєнної забудови